# Kypello Ellados 1993-1994
La Coppa di Grecia 1993-1994 è stata la 52ª edizione del torneo. La competizione è terminata il 20 aprile 1994. Il Panathīnaïkos ha vinto il trofeo per la quattordicesima volta, battendo in finale l'AEK Atene.

## Fase a gruppi

### Gruppo 1
| Squadre            | Punti |
| ------------------ | ----- |
| Naoussa            | 8     |
| Keravnos Kolchiko  | 8     |
| Ethnikos Asteras   | 5     |
| Apollon Larissa    | 3     |
| Nestos Chrysoupoli | 3     |

### Gruppo 2
| Squadre              | Punti |
| -------------------- | ----- |
| Larissa              | 10    |
| Ionikos              | 9     |
| Anagennīsī Giannitsa | 6     |
| Korinthos            | 2     |
| Anagennisi Kolindros | 1     |

### Gruppo 3
| Squadre         | Punti |
| --------------- | ----- |
| Doxa Dramas     | 10    |
| Pontii Veria    | 7     |
| Panelefsiniakos | 6     |
| Makedonikos     | 3     |
| Erani Filiatra  | 1     |

### Gruppo 4
| Squadre             | Punti |
| ------------------- | ----- |
| Panachaïkī          | 9     |
| Asteras Ampelokipon | 9     |
| Irodotos            | 6     |
| AO Chania           | 4     |
| Kalamata            | 1     |

### Gruppo 5
| Squadre                 | Punti |
| ----------------------- | ----- |
| PAOK                    | 8     |
| Proodeftikī             | 6     |
| Velissario              | 5     |
| Ethnikos Alexandroupoli | 4     |
| Atromītos               | 4     |

### Gruppo 6
| Squadre             | Punti |
| ------------------- | ----- |
| Athīnaïkos          | 9     |
| Kastoria            | 9     |
| Anagennīsī Karditsa | 7     |
| Doxa Vyrona         | 4     |
| Acharnaïkos         | 0     |

### Gruppo 7
| Squadre               | Punti |
| --------------------- | ----- |
| Edessaïkos            | 9     |
| PAS Giannina          | 7     |
| Ethnikos Pireo        | 7     |
| Chaïdari              | 4     |
| Charafgiakos Iliopoli | 3     |

### Gruppo 8
| Squadre      | Punti |
| ------------ | ----- |
| Rethymniakos | 9     |
| Levadeiakos  | 9     |
| Nigrita      | 6     |
| Panarkadikos | 3     |
| GAS Veria    | 3     |

### Group 9
| Squadre            | Punti |
| ------------------ | ----- |
| Apollōn Kalamarias | 5     |
| Panargeiakos       | 4     |
| Pierikos           | 4     |
| Trikala            | 3     |

### Gruppo 10
| Squadre            | Punti |
| ------------------ | ----- |
| Apollōn Smyrnīs    | 9     |
| Iraklis Ptolemaida | 4     |
| Kallithea          | 3     |
| Kavala             | 1     |

### Gruppo 11
| Squadre        | Punti |
| -------------- | ----- |
| Pandramaïkos   | 9     |
| Arīs Salonicco | 6     |
| Panaitōlikos   | 1     |
| Eordaikos      | 1     |

### Gruppo 12
| Squadre            | Punti |
| ------------------ | ----- |
| Skoda Xanthi       | 6     |
| Apollon Krya Vrysi | 5     |
| Egaleo             | 4     |
| Pannafpliakos      | 1     |

### Gruppo 13
| Squadre     | Punti |
| ----------- | ----- |
| Panīleiakos | 5     |
| Paniōnios   | 5     |
| Kilkisiakos | 3     |
| Ialiso Rodi | 2     |

### Gruppo 14
| Squadre       | Punti |
| ------------- | ----- |
| AEK Atene     | 7     |
| Panathīnaïkos | 7     |
| Nikī Volo     | 1     |
| Keratsini     | 1     |

### Gruppo 15
| Squadre           | Punti |
| ----------------- | ----- |
| OFI Creta         | 7     |
| Olympiakos Volos  | 6     |
| Panserraïkos      | 3     |
| Eolikos Mytilenes | 1     |

### Gruppo 16
| Squadre    | Punti |
| ---------- | ----- |
| Olympiacos | 9     |
| Īraklīs    | 6     |
| Patrasso   | 1     |
| Rodos      | 1     |

## Sedicesimi di finale
Le partite sono state giocate il 27 ottobre e il 11 novembre 1993.
| Squadra 1          | Totale      | Squadra 2           | Andata | Ritorno |
| ------------------ | ----------- | ------------------- | ------ | ------- |
| Larissa            | 9 - 2       | Iraklis Ptolemaida  | 2 - 1  | 7 - 1   |
| Panathīnaïkos      | 5 - 3       | OFI Creta           | 5 - 1  | 0 - 2   |
| Naoussa            | 2 - 6       | Olympiakos Volos    | 1 - 2  | 1 - 4   |
| Keravnos Kolchiko  | 2 - 2 (gfc) | Asteras Ampelokipon | 2 - 2  | 0 - 0   |
| Doxa Dramas        | 0 - 2       | Ionikos             | 0 - 1  | 0 - 1   |
| Edessaïkos         | 1 - 2       | Arīs Salonicco      | 1 - 0  | 0 - 2   |
| Skoda Xanthi       | 4 - 4 (gfc) | Paniōnios           | 4 - 3  | 0 - 1   |
| Levadeiakos        | 1 - 1 (gfc) | Athīnaïkos          | 0 - 0  | 1 - 1   |
| Kastoria           | 3 - 4       | Panargeiakos        | 3 - 1  | 0 - 3   |
| Apollōn Kalamarias | 6 - 7       | Olympiacos          | 4 - 2  | 2 - 5   |
| Panīleiakos        | 3 - 6       | AEK Atene           | 0 - 0  | 3 - 6   |
| Panachaïkī         | 6 - 4       | Proodeftikī         | 3 - 1  | 3 - 3   |
| PAOK               | 5 - 4       | Apollōn Smyrnīs     | 1 - 0  | 4 - 4   |
| PAS Giannina       | 1 - 0       | Pandramaïkos        | 0 - 0  | 1 - 0   |
| Īraklīs            | 13 - 1      | Apollon Krya Vrysi  | 5 - 0  | 8 - 1   |
| Pontii Veria       | 3 - 0       | Rethymniakos        | 3 - 0  | 0 - 0   |

## Ottavi di finale
Le partite sono state giocate il 15 e il 29 dicembre 1993.
| Squadra 1      | Totale      | Squadra 2           | Andata | Ritorno           |
| -------------- | ----------- | ------------------- | ------ | ----------------- |
| Panathīnaïkos  | 0 - 0       | PAOK                | 0 - 0  | 0 - 0 (5 – 4 dtr) |
| PAS Giannina   | 7 - 1       | Olympiakos Volos    | 5 - 1  | 2 - 0             |
| Levadeiakos    | 2 - 6       | Olympiacos          | 0 - 0  | 2 - 6             |
| Panachaïkī     | 3 - 4       | Ionikos             | 1 - 2  | 2 - 2 (dts)       |
| Arīs Salonicco | 6 - 2       | Panargeiakos        | 4 - 1  | 2 - 1             |
| AEK Atene      | 11 - 1      | Asteras Ampelokipon | 4 - 0  | 7 - 1             |
| Larissa        | 2 - 2 (gfc) | Pontii Veria        | 1 - 0  | 1 - 2             |
| Paniōnios      | 2 - 4       | Īraklīs             | 1 - 3  | 1 - 1             |

## Quarti di finale
| Squadra 1     | Totale | Squadra 2      | Andata | Ritorno     |
| ------------- | ------ | -------------- | ------ | ----------- |
| Olympiacos    | 2 - 3  | Īraklīs        | 2 - 2  | 0 - 1       |
| PAS Giannina  | 2 - 3  | Arīs Salonicco | 2 - 1  | 0 - 2       |
| Larissa       | 1 - 2  | AEK Atene      | 0 - 1  | 1 - 1 (dts) |
| Panathīnaïkos | 3 - 1  | Ionikos        | 1 - 1  | 2 - 0       |

## Semifinali
| Squadra 1      | Totale | Squadra 2     | Andata | Ritorno |
| -------------- | ------ | ------------- | ------ | ------- |
| Arīs Salonicco | 1 - 2  | AEK Atene     | 0 - 0  | 1 - 2   |
| Īraklīs        | 0 - 3  | Panathīnaïkos | 0 - 0  | 0 - 3   |

## Finale
| Arbitro: | Giannis Spathas (Il Pireo) |

|                                                          |                      |                                               |
| Warzycha 32’ Manolas 54’ (aut.) Markos 116’              | Marcatori            | 72’ Alexandris 77’ Dimitriadis 95’ Alexandris |
| Christodoulou Georgiadis Ouzounidis Marangos Apostolakis | Tiri di rigore 4 – 2 | Savevski Alexandris Tsiartas Dimitriadis      |